# Elena Băsescu
Elena Băsescu (n. 24 aprilie 1980, Constanța) este fiica cea mică a fostului președinte al României, Traian Băsescu; europarlamentar român între 2009 și 2014, fotomodel, economist. În data de 24 februarie 2008, a fost aleasă în funcția de secretar general al Organizației de Tineret a Partidului Democrat-Liberal din România (cu 377 voturi pentru și 6 împotrivă), fapt care a dus la demisia fizicianului Eugen Stamate din Comisia Prezidențială pentru Educație, în semn de protest.

## Studii
A absolvit Facultatea de Relații Comerciale Financiar Bancare Interne și Internaționale, Universitatea Româno-Americană, București (1999-2004) și are o diplomă de master în științe politice, Școala Națională de Studii Politice și Administrative.

## Activitate profesională
În anul 2009, Elena Băsescu s-a înscris în cursa pentru Parlamentul European. alegerile europarlamentare. Înfruntând o mare opoziție din partea presei, Elena Băsescu a decis să candideze ca independent la aceste alegeri, fiind ajutată de colegii ei de la aripa tânără a PD-L. De aceea, în data de 18 martie 2009 Elena Băsescu a demisionat din PD-L și a candidat ca independentă sub brandul electoral EBa, care a fost aprobat de BEC. În 2009 a obținut la alegerile europarlamentare 4,22% din voturi, care i-au asigurat locul în Parlamentul European.
După ce duminică 7 iunie 2009 Elena Băsescu a aflat că a fost aleasă ca independentă, s-a reînscris imediat în PDL, primind în aceeași zi de la Monica Iacob-Ridzi documentele necesare pentru a redeveni membru PDL, gata completate.
Elena Băsescu s-a angajat în 2016 la Camera de Comerț și Industrie, la departamentul de Relații Internaționale și are un salariu net de 3.000 lei.
În 2020, Elena Băsescu candidează la alegerile parlamentare de pe 6 decembrie, deschizând lista PMP Constanța pentru Camera Deputaților.

## Viața personală
Pe 1 septembrie 2012 Elena Băsescu s-a căsătorit cu Bogdan Ionescu, cu care era într-o relație de mai bine de 3 ani. În aceeași zi a avut loc și cununia religioasă. La scurt timp, Elena a anunțat pe Twitter că și-a păstrat numele de domnișoară. Nașii celor doi sunt deputatul PDL Răzvan Mustea și soția sa, Aura. Răzvan Mustea este și liderul tinerilor democrat-liberali, iar în Guvernul Ungureanu a fost ministru al Comunicațiilor. La petrecerea care a avut loc la Palatul Snagov, au participat peste 600 de invitați: prieteni și cunoștințe ale mirilor, părinților și nașilor.
Pe 1 septembrie 2013, la fix un an de la căsătoria cu Bogdan Ionescu, Elena a născut o fetiță pe care au numit-o Sofia Anais Ionescu-Băsescu.
Pe 30 noiembrie 2013 a avut loc botezul Sofiei Anais, nașul de botez fiind primarul Chișinăului, Dorin Chirtoacă.
Pe 31 ianuarie 2015 Elena Băsescu a născut un băiețel, pe care l-a numit Traian.
În iunie 2018, a născut al treilea copil, o fetiță, Anastasia.

## Opinii în presă despre Elena Băsescu
Oana Lungescu, pe atunci reporter la BBC, a scris în 1999 că „viitorul politic al altei celebrități sexy apare mult mai îndoielnic”, referindu-se la cea pe care o numește „Paris Hilton a României”. Ea este, potrivit jurnalistei, „mai interesată de petreceri decât de partidele politice” iar „videoclipurile cu gafele sale sunt hituri pe internet”. Revista franceză „L'Express” o descrie ca fiind nevoită să facă față ,,acuzațiilor de nepotism și incompetență alimentate de seria sa de gafe și greșeli gramaticale"  (dintre care cea mai cunoscută este „Poți să ai și eșecuri, poți să ai și succesuri.”) Alison Mutler, scriitor la Associated Press a afirmat că „Elena Băsescu țopăie pe catwalk, petrece în cluburi până la orele dimineții și mutilează gramatica”, arătând că un critic a comparat-o cu o păpușă Barbie. Elena Băsescu a protestat vehement împotriva articolului, spunând că aduce atingere reputației sale, a tatălui său și României.